# Plectrocnemia brevis
Plectrocnemia brevis là một loài Trichoptera trong họ Polycentropodidae. Chúng phân bố ở miền Cổ bắc.